# Deschampsia danthonioides
Deschampsia danthonioides là một loài thực vật có hoa trong họ Hòa thảo. Loài này được (Trin.) Benth. mô tả khoa học đầu tiên năm 1857.

## Hình ảnh

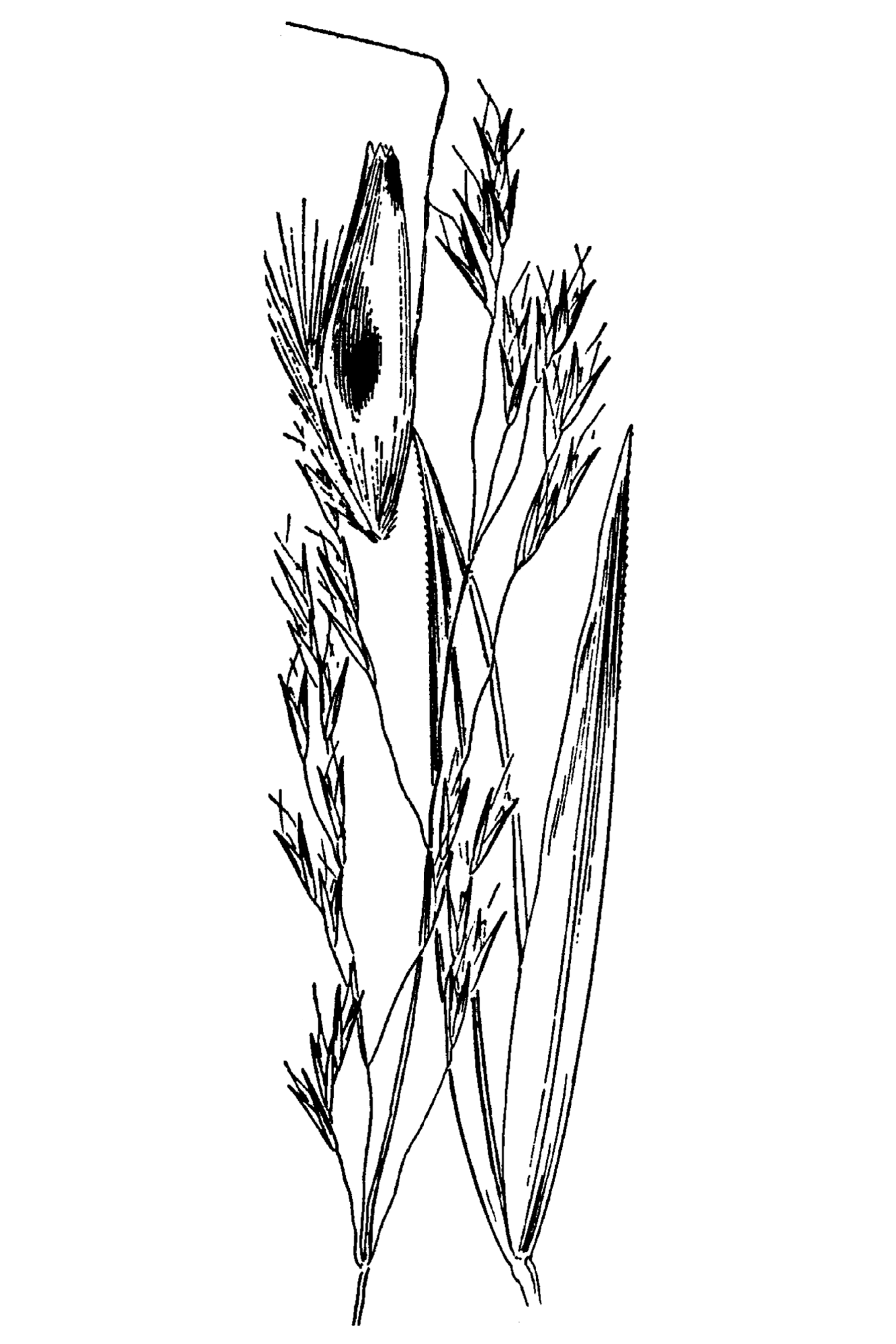
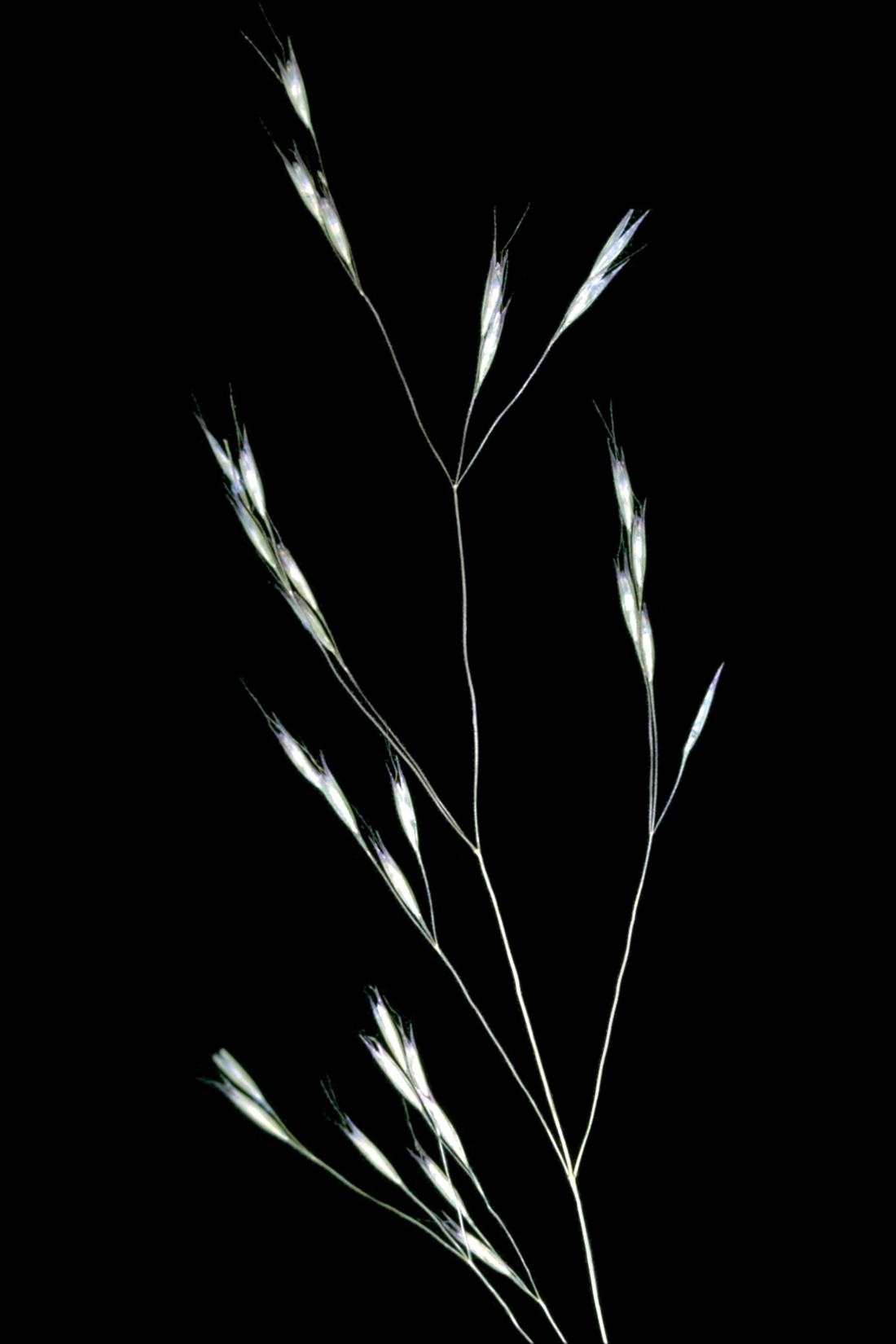